# World Saxophone Quartet
Le World Saxophone Quartet est un groupe américain de jazz formé de quatre saxophonistes (ténor, alto et baryton), à l'origine par Hamiet Bluiett, Julius Hemphill, Oliver Lake et David Murray.

## Historique
Le groupe se forme en 1976 aux États-Unis et se nomme alors The Real New York Saxophone Quartet. Il se compose des quatre saxophonistes, Julius Hemphill et Oliver Lake à l'alto, de Hamiet Bluiett au baryton et de David Murray au ténor. Hemphill, Lake et Bluiett avaient par ailleurs déjà travaillé ensemble quelques années plus tôt, en tant que membres du Black Artists Group (BAG), un collectif de musiciens free jazz situé à St. Louis (Missouri) formé en 1968 et disparu quatre ans plus tard. Sous l'impulsion du professeur de musique et saxophoniste Kidd Jordan, le quartet donne cette année-là sa première représentation en concert à La Nouvelle-Orléans puis dans différentes villes du pays dont New York.
L'année suivante le groupe doit changer de nom, sous peine de poursuites par un autre groupe au nom similaire. Le quartet se nomme désormais World Saxophone Quartet (WSQ). Il effectue ses premiers enregistrements en décembre 1978 avec l'album Point of No Return paru sur le label Moers Music, qui se caractérise par l'absence de section rythmique classique mais offre une interprétation avec autant d'énergie.
Le groupe acquiert une reconnaissance internationale dans les années 1980, participant à des festivals importants. À la fin de la décennie, le quatuor interprète une composition de Bluiett intitulée Hattie Wall, qu'il joue ensuite régulièrement formant un thème identifiable du groupe. Elle est présente sur les albums W.S.Q., Live in Zurich, Dances and Ballads et Steppenwolf.
Lorsque Hemphill quitte le groupe en 1989 pour des raisons médicales, la composition des musiciens du groupe devient plus instable. D'abord remplacé par Arthur Blythe, d'autres ont suivi notamment Eric Person, James Spaulding ou John Purcell.
En 2016, Hamiet Bluiett est à son tour contraint de mettre un terme à sa participation en raison de problèmes de santé. Les autres membres survivants choisissent alors de dissoudre le groupe.
Chacun des musiciens d'origine a effectué une carrière en solo en particulier David Murray, l'un des plus prolifiques en termes d'enregistrement.

## Style
Le groupe a principalement enregistré et joué en quatuor de saxophones, habituellement composé de deux altos, un ténor et un baryton, tel un quatuor à cordes classique. Au fil des années, les bois ont été très souvent intégrés à leur musique et ils ont parfois été rejoints par des batteurs, contrebassistes ou d'autres musiciens perdant ce qui faisait à l'origine leur caractéristique distinctive.
Les influences du groupe prennent leurs racines dans le free jazz  avec des musiciens tels que Ornette Coleman ou Albert Ayler. Leur interprétation s'appuie sur des compositions mais aussi sur une forme d'improvisation collective dans laquelle il est possible de reconnaître l'intégration d'éléments de styles variés comme le bebop ou le swing.

## Discographie
| Sortie | Label              | Nom de l'album                            | Notes                                                                                             |
| ------ | ------------------ | ----------------------------------------- | ------------------------------------------------------------------------------------------------- |
| 1977   | Moers Music        | Point of No Return                        | Un premier album remarqué. Swing, blues, gospel et improvisations.                                |
| 1979   | Black Saint        | Steppin' with the World Saxophone Quartet |                                                                                                   |
| 1981   | Black Saint        | W.S.Q.                                    | Un album créatif, un grand nombre d'instruments, probablement le plus subtil.                     |
| 1982   | Black Saint        | Revue                                     |                                                                                                   |
| 1984   | Black Saint        | Live in Zurich                            |                                                                                                   |
| 1986   | Black Saint        | Live at Brooklyn Academy of Music         |                                                                                                   |
| 1986   | Elektra / Nonesuch | Plays Duke Ellington                      | Un retour du groupe avec un hommage à Ellington sur des standards.                                |
| 1987   | Elektra / Nonesuch | Dances and Ballads                        | Association de morceaux vifs et entrainants avec d'autres plus sensuels, sur un rythme plus lent. |
| 1989   | Elektra / Nonesuch | Rhythm and Blues                          |                                                                                                   |
| 1991   | Elektra / Nonesuch | Metamorphosis                             |                                                                                                   |
| 1993   | Black Saint        | Moving Right Along                        |                                                                                                   |
| 1994   | Elektra / Nonesuch | Breath of Life                            |                                                                                                   |
| 1996   | Justin Time        | Four Now                                  |                                                                                                   |
| 1996   | Justin Time        | Takin' It 2 the Next Level                |                                                                                                   |
| 1998   | Justin Time        | Selim Sivad: A Tribute to Miles Davis     |                                                                                                   |
| 2000   | Justin Time        | Requiem for Julius                        | Hommage à Julius Hemphill qui quitte le groupe en 1989. Un des meilleurs albums.                  |
| 2001   | Justin Time        | 25th Anniversary: The New Chapter         |                                                                                                   |
| 2002   | Justin Time        | Steppenwolf                               |                                                                                                   |
| 2004   | Justin Time        | Experience                                |                                                                                                   |
| 2006   | Justin Time        | Political Blues                           |                                                                                                   |
| 2011   | Jazzwerkstatt      | Yes We Can                                |                                                                                                   |